# Ida Ingemarsdotter
Ida Maria Erika Ingemarsdotter (* 26. April 1985 in Sveg) ist eine ehemalige schwedische Skilangläuferin.

## Werdegang
Ingemarsdotter trat erstmals bei den Juniorenweltmeisterschaften 2004 im norwegischen Stryn in Erscheinung. Die Sprintspezialistin musste sich im Finale des Sprintwettbewerbs nur Astrid Oevstedal geschlagen geben. Nach dem Gewinn der Silbermedaille bei den Junioren bekam sie die Chance, sich im Skilanglauf-Weltcup zu bewehren. Beim Sprint im heimischen Stockholm überstand sie die Qualifikation und erkämpfte sich als 26. bei ihrem ersten Einsatz Weltcup-Punkte. Im darauf folgenden Jahr gewann sie bei den Juniorenweltmeisterschaften im finnischen Rovaniemi hinter Kari Vikhagen Gjeitnes und Astrid Jacobsen die Bronzemedaille im Sprint, während sie im Freistilrennen über fünf Kilometer 39. wurde. Im März 2006 gelang ihr beim Sprint im heimischen Borlänge mit Platz sieben erstmals der Sprung in die Top Ten bei einem Weltcupwettbewerbs.
Seit der Saison 2006/07 gehört Ingemarsdotter zum festen Weltcup-Aufgebot der schwedischen Mannschaft. In dieser Saison erreichte sie bei allen Sprintwettbewerben, an denen sie teilnahm, die Finalläufe. Am Ende der Saison belegte sie Platz 27. in der Endabrechnung des Sprintweltcups und sicherte sich somit einen Platz in der roten Gruppe. Bei den Nordischen Skiweltmeisterschaften 2007 erreichte sie das Halbfinale und sicherte sich mit Platz zwei im B-Finale den achten Platz. Auch in der Saison 2007/08 erreichte sie regelmäßig die Finalläufe im Weltcup. Beim Teamsprint in Liberec verpasste sie als Vierte mit ihrer Partnerin Charlotte Kalla knapp das Podest. Sie verbesserte sich im Sprintweltcup auf den 26. Rang und im Gesamtweltcup auf den 41. Rang. Bei den U23-Weltmeisterschaften in Mals gewann sie hinter der Slowenin Vesna Fabjan die Silbermedaille im Sprintwettbewerb. Zu Beginn der Saison 2008/09 konnte sich Ingemarsdotter beim Sprint in Kuusamo mit Platz neun das zweite Mal in ihrer Karriere unter den Top Ten in einem Weltcup platzieren. Bei den Nordischen Skiweltmeisterschaften 2009 in Liberec erreichte sie überraschend den Finallauf und belegte den fünften Platz.
Nachdem sie im Sprint in Düsseldorf in der Saison 2009/10 mit Platz vier knapp das Podest verfehlt hatte, gelang ihr beim Teamsprint zusammen mit Hanna Falk ihre erste Podiumsplatzierung. Auch im Januar 2010 in Otepää verpasste sie im Sprint nur knapp das Podium, konnte aber kurz darauf bei den Schwedischen Meisterschaften im Skilanglauf 2010 in Piteå Bronze in der 15-km-Verfolgung gewinnen. Nachdem sie in Canmore im Sprint erneut mit dem zweiten Platz auf dem Podium stand, startete Ingemarsdotter bei den Olympischen Winterspielen 2010 in Vancouver. Nachdem sie im Sprint nur 15 und im 15-km-Skiathlon nur 41 war, erreichte sie gemeinsam mit Anna Dahlberg-Olsson, Magdalena Pajala und Charlotte Kalla den fünften Rang mit der Staffel. Nach dem Saisonende konnte sie keine Podestplätze mehr erzielen. Ihr bestes Ergebnis war ein vierter Platz in Stockholm. Am Ende der Saison belegte sie Rang 15 in der Weltcup-Gesamtwertung. Nach Saisonende startete sie im April erfolgreich in Bruksvallarna bei FIS-Rennen. Nach einem ersten Platz in der Qualifikation lag sie nach dem Rennen auf Rang drei.
Im Sommer 2010 trat Ingemarsdotter im Rollerski in Kristiansund an und verpasste dabei im Sprint nur knapp das Podium und wurde am Ende Vierte. In die Saison 2010/11 startete sie nach einem Sieg beim FIS-Rennen in Bruksvallarna nur schwach. Bis Januar 2011 gelang ihr in keinem Rennen eine Platzierung unter den besten zehn. Bei den Schwedischen Meisterschaften im Skilanglauf 2011 in Sundsvall gewann sie Bronze im Sprint und über 10 km im klassischen Stil. Nach diesem Erfolg gelang ihr im Februar auch im Weltcup wieder eine gute Platzierung. In Drammen erreichte sie nach Rang fünf über 10 km Rang sechs im Sprint. Bei den Nordischen Skiweltmeisterschaften 2011 in Oslo kam sie jedoch nach einem 12. Platz im Sprint im Einzel über 10 km im klassischen Stil nur auf Rang 28 ins Ziel. Im Teamsprint gewann sie mit ihrer Partnerin Charlotte Kalla die Goldmedaille. Nur einen Tag später gewann sie mit der Staffel zudem Silber.
Bei den Schwedischen Meisterschaften im Skilanglauf 2011 in Bruksvallarna gewann Ingemarsdotter den Titel über 30 km im klassischen Stil. Zur Saison 2011/12 fiel es Ingemarsdotter anfangs schwer an die Erfolge der Vorsaison anzuknüpfen. Erst im Dezember in Rogla feierte sie mit dem dritten Rang im Sprint einen erneuten Podestplatz. In Mailand im Januar 2012 gelang ihr im Sprint nach längerem wieder ein Sieg. Bei den Schwedischen Meisterschaften im Skilanglauf 2013 Ende Januar in Östersund war sie in allen drei Disziplinen erfolgreich. So gewann sie Gold im Sprint, Silber im Skiathlon und Bronze über 10 km im freien Stil. Im Februar 2012 gewann sie das Sprintrennen in Szklarska Poręba.
Zu Beginn der Saison 2012/13 stand Ingemarsdotter in Gällivare auch nach langem wieder mit dem Team in einem Staffelrennen auf dem Podium und wurde Zweite. Zwei Wochen später wurde sie im Sprint in Quebec Dritte. Bei den Schwedischen Meisterschaften im Skilanglauf 2013 in Falun verteidigte sie ihren Titel im Sprint aus dem Vorjahr. Nach drei weiteren Top-Ten-Platzierungen im Weltcup, startete Ingemarsdotter bei den Nordischen Skiweltmeisterschaften 2013 im Val di Fiemme. Nachdem sie im Sprint hinter der Norwegerin Marit Bjørgen Silber gewonnen hatte, erreichte sie auch im Teamsprint den zweiten Platz. Im Staffelwettbewerb lag sie am Ende hinter Norwegen ebenfalls auf Rang zwei. Nach den Weltmeisterschaften landete sie im Weltcup-Finale in Stockholm und Falun nur auf mittelmäßigen Plätzen. Auch bei den Schwedischen Meisterschaften über 30 km im Freien Stil belegte sie am Ende nur Rang zehn.
In der Saison 2013/14 erreichte Ingemarsdotter den 20. Platz bei der Nordic Opening in Kuusamo und den 28. Rang beim Weltcupfinale in Falun. Bei den Olympischen Winterspielen 2014 in Sotschi gewann sie zusammen mit Stina Nilsson die Bronzemedaille im Teamsprint und mit der Staffel die Goldmedaille, während sie im Sprint zwar das Finale erreichte, aber als Fünfte ohne Medaille blieb. Zu Beginn der folgenden Saison belegte sie Rang 12 bei der Nordic Opening in Lillehammer. Im Januar 2015 siegte sie in Otepää zusammen mit Stina Nilsson im Teamsprint. Bei den Nordischen Skiweltmeisterschaften 2015 in Falun holte sie zusammen mit Stina Nilsson Silber im Teamsprint, während sie im Einzelwettbewerb des Sprints Zwölfte wurde. Zu Beginn der Saison 2015/16 wurde sie bei der Nordic Opening in Ruka Vierte in der Gesamtwertung. Dabei belegte sie den dritten Rang über 5 km Freistil. Bei der Tour de Ski 2016 erreichte sie mit vier Top-Ten-Platzierungen, darunter ein zweiter Platz bei der Sprintetappe in der Lenzerheide, den 12. Platz in der Gesamtwertung. Beim folgenden Weltcup in Planica siegte sie zusammen mit Stina Nilsson im Teamsprint. Bei den Schwedischen Meisterschaften Ende Januar in Piteå wurde sie Dritte über 10 km klassisch. Ihre besten Platzierungen bei der Ski Tour Canada, die sie vorzeitig beendete, waren zwei sechste Plätze bei den Sprintetappen. Die Saison beendete sie auf dem 12. Platz im Gesamtweltcup und dem sechsten Rang im Sprintweltcup. Nach Platz 21 bei der Weltcup-Minitour in Lillehammer zu Beginn der Saison 2016/17, errang sie in Toblach den zweiten Platz zusammen mit Hanna Falk im Teamsprint und in Ulricehamn den dritten Rang mit der Staffel. Anfang Februar 2017 wurde sie bei den schwedischen Meisterschaften Zweite über 10 km klassisch. Bei den Nordischen Skiweltmeisterschaften 2017 in Lahti belegte sie den 17. Platz über 10 km klassisch, den fünften Rang im Sprint und den vierten Platz zusammen mit Stina Nilsson im Teamsprint. Zum Saisonende kam sie beim Weltcup-Finale in Québec auf den vierten Platz und erreichte den 15. Platz im Gesamtweltcup und den achten Rang im Sprintweltcup. Ende März 2017 gelang ihr bei den schwedischen Meisterschaften in Umeå der dritte Platz über 30 km. Beim Flyktningerennet Anfang April 2017 siegte sie über 42 km klassisch. In der Saison 2017/18 errang sie den neunten Platz beim Ruka Triple und den 21. Platz beim Weltcupfinale in Falun und erreichte jeweils den 18. Platz im Gesamtweltcup und Distanzweltcup und den 12. Rang im Sprintweltcup. Im Januar 2018 siegte sie in Dresden zusammen mit Maja Dahlqvist im Teamsprint. Bei den Olympischen Winterspielen 2018 in Pyeongchang lief sie auf den 34. Platz über 10 km Freistil und auf den 13. Rang im Sprint.
Nach Platz drei im Sprint beim Weltcup in Ruka und Rang 13 beim Lillehammer Triple zu Beginn der Saison 2018/19, wurde Ingemarsdotter im Sprint in Toblach und im Teamsprint in Dresden zusammen mit Jonna Sundling jeweils Zweite. Im Februar 2019 siegte sie beim Weltcup in Lahti zusammen mit Maja Dahlqvist im Teamsprint und belegte beim Saisonhöhepunkt, den Nordischen Skiweltmeisterschaften in Seefeld in Tirol, den 33. Platz über 10 km klassisch, den 13. Rang im 30-km-Massenstartrennen und den 11. Platz im Skiathlon. Beim Weltcupfinale in Québec lief sie auf den 15. Platz und erreichte abschließend jeweils den 15. Platz im Gesamt und Distanzweltcup und den sechsten Rang im Sprintweltcup.
Im Mai 2019 erklärte sie ihr Karriereende.

## Siege bei Weltcuprennen

### Weltcupsiege im Einzel
| Nr. | Datum            | Ort              | Disziplin              |
| --- | ---------------- | ---------------- | ---------------------- |
| 1.  | 14. Januar 2012  | Mailand          | 1,4 km Sprint Freistil |
| 1.  | 17. Februar 2012 | Szklarska Poręba | 1,6 km Sprint Freistil |

### Weltcupsiege im Team
| Nr. | Datum            | Ort     | Disziplin                         |
| --- | ---------------- | ------- | --------------------------------- |
| 1.  | 15. Januar 2012  | Mailand | 6 × 1,4 km Teamsprint Freistil 1  |
| 2.  | 18. Januar 2015  | Otepää  | 6 × 1,2 km Teamsprint Freistil 2  |
| 3.  | 17. Januar 2016  | Planica | 6 × 1,2 km Teamsprint Freistil 2  |
| 4.  | 14. Januar 2018  | Dresden | 6 × 1,2 km Teamsprint Freistil 3  |
| 5.  | 10. Februar 2019 | Lahti   | 6 × 1,4 km Teamsprint klassisch 3 |

## Teilnahmen an Weltmeisterschaften und Olympischen Winterspielen

### Olympische Spiele
- 2010 Vancouver: 5. Platz Staffel, 15. Platz Sprint klassisch, 41. Platz 15 km Skiathlon
- 2014 Sotschi: 1. Platz Staffel, 3. Platz Teamsprint klassisch, 5. Platz Sprint Freistil
- 2018 Pyeongchang: 13. Platz Sprint klassisch, 34. Platz 10 km Freistil

### Nordische Skiweltmeisterschaften
- 2007 Sapporo: 8. Platz Sprint klassisch
- 2009 Liberec: 4. Platz Sprint Freistil
- 2011 Oslo: 1. Platz Teamsprint klassisch, 2. Platz Staffel, 12. Platz Sprint Freistil, 28. Platz 10 km klassisch
- 2013 Val di Fiemme: 2. Platz Teamsprint Freistil, 2. Platz Staffel, 2. Platz Sprint klassisch
- 2015 Falun: 2. Platz Teamsprint Freistil, 12. Platz Sprint klassisch
- 2017 Lahti: 4. Platz Teamsprint klassisch, 5. Platz Sprint Freistil, 17. Platz 10 km klassisch
- 2019 Seefeld in Tirol: 11. Platz 15 km Skiathlon, 13. Platz 30 km Freistil Massenstart, 33. Platz 10 km klassisch

## Platzierungen im Weltcup

### Weltcup-Statistik
Die Tabelle zeigt die erreichten Platzierungen im Einzelnen.
- 1.–3. Platz: Anzahl der Podiumsplatzierungen
- Top 10: Anzahl der Platzierungen unter den ersten zehn
- Punkteränge: Anzahl der Platzierungen innerhalb der Punkteränge
- Starts: Anzahl gelaufener Rennen in der jeweiligen Disziplin
- Hinweis: Bei den Distanzrennen erfolgt die Einordnung gemäß FIS.

| Platzierung         | Distanzrennen a | Distanzrennen a | Distanzrennen a | Distanzrennen a | Distanzrennen a | Skiathlon Verfolgung | Sprint | Etappen- rennen b | Gesamt | Team c | Team c  |
| Platzierung         | ≤ 5 km          | ≤ 10 km         | ≤ 15 km         | ≤ 30 km         | > 30 km         | Skiathlon Verfolgung | Sprint | Etappen- rennen b | Gesamt | Sprint | Staffel |
| ------------------- | --------------- | --------------- | --------------- | --------------- | --------------- | -------------------- | ------ | ----------------- | ------ | ------ | ------- |
| 1. Platz            |                 |                 |                 |                 |                 |                      | 2      |                   | 2      | 5      |         |
| 2. Platz            |                 |                 |                 |                 |                 |                      | 3      |                   | 3      | 4      | 1       |
| 3. Platz            | 1               |                 |                 |                 |                 |                      | 3      |                   | 4      |        | 1       |
| Top 10              | 3               | 3               |                 |                 |                 | 4                    | 53     | 4                 | 67     | 12     | 9       |
| Punkteränge         | 11              | 27              | 6               | 2               |                 | 21                   | 103    | 16                | 186    | 15     | 10      |
| Starts              | 14              | 38              | 7               | 4               |                 | 31                   | 115    | 16                | 225    | 15     | 10      |
| Stand: Karriereende |                 |                 |                 |                 |                 |                      |        |                   |        |        |         |

### Weltcup-Gesamtplatzierungen
| Saison  | Gesamt | Gesamt | Distanz | Distanz | Sprint | Sprint |
| Saison  | Punkte | Platz  | Punkte  | Platz   | Punkte | Platz  |
| ------- | ------ | ------ | ------- | ------- | ------ | ------ |
| 2003/04 | 7      | 86.    | -       | -       | 7      | 53.    |
| 2004/05 | -      | -      | -       | -       | -      | -      |
| 2005/06 | 39     | 65.    | -       | -       | 39     | 36.    |
| 2006/07 | 72     | 50.    | -       | -       | 79     | 27.    |
| 2007/08 | 108    | 41.    | -       | -       | 108    | 26.    |
| 2008/09 | 89     | 49.    | -       | -       | 89     | 31.    |
| 2009/10 | 395    | 15.    | 37      | 54.     | 336    | 6.     |
| 2010/11 | 360    | 18.    | 121     | 27.     | 159    | 16.    |
| 2011/12 | 475    | 22.    | 37      | 52.     | 416    | 6.     |
| 2012/13 | 232    | 32.    | 19      | 64.     | 213    | 10.    |
| 2013/14 | 177    | 37.    | 10      | 71.     | 139    | 15.    |
| 2014/15 | 300    | 21.    | 86      | 35.     | 170    | 12.    |
| 2015/16 | 787    | 12.    | 278     | 19.     | 321    | 6.     |
| 2016/17 | 479    | 15.    | 127     | 28.     | 232    | 8.     |
| 2017/18 | 435    | 18.    | 165     | 18.     | 192    | 12.    |
| 2018/19 | 579    | 15.    | 197     | 15.     | 306    | 6.     |